# Prêmio Roger Crozier Saving Grace
O Prêmio Roger Crozier Saving Grace, também conhecido como Prêmio MBNA/Mastercard Roger Crozier Saving Grace , é entregue anualmente ao goleiro que jogou um mínimo de 25 partidas e terminou a temporada com a melhor média de defesas na National Hockey League. Ele foi entregue pela primeira vez na conclusão da temporada 1999-00 e foi entregue até hoje a oito jogadores, os quais ganharam nove títulos em conjunto.
O prêmio é assim nomeado em homenagem ao goleiro do Detroit Red Wings e do Buffalo Sabres Roger Crozier, um vencedor do Troféu Memorial Calder e do Troféu Conn Smythe que disputou 518 partidas em 14 temporadas. É apresentado pela corporação MBNA em memória a Crozier, que entrou no MBNA America Bank em 1983, e morreu em 11 de janeiro de 1996. O vencedor do troféu recebe um troféu comemorativo de cristal e recebe US$25,000 ao hóquei de base ou a outro programa educacional de sua escolha .
Marty Turco é o único jogador a ganhar o prêmio duas vezes, e o Dallas Stars é o único time com três vencedores, já que Ed Belfour também venceu o prêmio, logo em seu primeiro ano.

## Vencedores

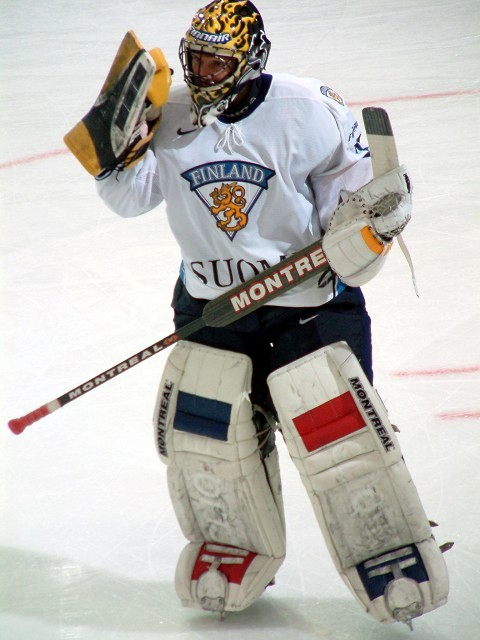
Niklas Backstrom, vencedor uma vez

| † | Mostra um jogador que não está mais em atividade |

| Temporada | Jogador                           | Time                | Percentagem de defesas | Número de Prêmios | Nota  |
| --------- | --------------------------------- | ------------------- | ---------------------- | ----------------- | ----- |
| 1999-00   | Ed Belfour†                       | Dallas Stars        | .919                   | 1                 | [ 2 ] |
| 2000-01   | Marty Turco                       | Dallas Stars        | .925                   | 1                 | [ 3 ] |
| 2001-02   | Jose Theodore                     | Montreal Canadiens  | .931                   | 1                 | [ 4 ] |
| 2002-03   | Marty Turco                       | Dallas Stars        | .932                   | 2                 | [ 3 ] |
| 2003-04   | Dwayne Roloson                    | Minnesota Wild      | .933                   | 1                 | [ 5 ] |
| 2004-05   | 2004–05 NHL lockout Sem Temporada | -                   | -                      | -                 | -     |
| 2005-06   | Cristobal Huet                    | Montreal Canadiens  | .929                   | 1                 | [ 6 ] |
| 2006-07   | Niklas Backstrom                  | Minnesota Wild      | .929                   | 1                 | [ 7 ] |
| 2007-08   | Dan Ellis                         | Nashville Predators | .924                   | 1                 | [ 8 ] |
| 2008-09   | Tim Thomas                        | Boston Bruins       | .933                   | 1                 | [ 9 ] |
| 2009-10   | Tuukka Rask                       | Boston Bruins       | .931                   | 1                 |       |